# صندوق صلح
صندوق صلح (انگلیسی: Fund for Peace) یک سازمان غیرانتفاعی مردم‌نهاد است که در سال ۱۹۷۵ با هدف پیشگیری از نزاع‌های خشونت بار و ترویج امنیت در واشینگتن پایه‌گذاری شده‌است.